# École supérieure des techniques aéronautiques et de construction automobile
Die École supérieure des techniques aéronautiques et de construction automobile (ESTACA) ist eine französische Ingenieurschule, „Grande École“, die 1925 1 rue Boutebrie im 5e arrondissement de Paris gegründet wurde.
Neben ihrer Ausbildungstätigkeit betreibt die Schule auch angewandte Forschung in den Bereichen Luftfahrt, Automobil, Raumfahrt, geführter Transport und Marine.
Die Schule hat ihren Sitz in Montigny-le-Bretonneux, Laval und Bordeaux und ist staatlich anerkannt. Am 25. September 2012 wurde sie Mitglied der Groupe ISAE.

## Berühmte Absolventen
- Gérard Feldzer, ein französischer Flieger
- Frédéric Vasseur, ein französischer Motorsport-Ingenieur und -Manager
- Laurent Mekies, ein französischer Motorsport-Ingenieur und -Manager